# Szent Szövetség

A Szent Szövetség alapítói Európa 1840-es államhatáraival
Habsburg Birodalom
Porosz Királyság
Orosz Birodalom

A Szent Szövetség (németül: Heilige Allianz, franciául: Sainte-Alliance, oroszul: Священный союз) az 1815. szeptember 26-án, a napóleoni háborúk után I. Sándor orosz cár, I. Ferenc osztrák császár és magyar király és III. Frigyes Vilmos porosz király által Párizsban megkötött politikai és katonai szövetség, amely 1848-ig meghatározó befolyást gyakorolt Európa politikai helyzetére. A szerződés alapvető célja a konzervatív, abszolutista monarchiák fenntartása. Egyben ezt tekinthetjük az első összeurópai békefenntartó, béketeremtő biztonsági szövetkezetnek is. Eredménye, hogy mintegy negyven éven át – a krími háborúig – megakadályozta a nagyhatalmak egymás elleni háborúit.

## A szövetség tartalma
Az alapító oklevélben a három fejedelem a kegyesség és békeszeretet elveit hangoztatta; megfogadták, hogy örök barátságot kötnek egymással és egymást minden eshetőséggel szemben hűségesen megsegítik; végül pedig arra kötelezték magukat, hogy alattvalóikat és katonáikat szintén keresztény szellemben fogják nevelni és tartani. Mint a keresztény vallás három legfontosabb egyházának hívei, annak a reménynek adtak kifejezést, hogy Európának valamennyi keresztény fejedelme elfogadja majd e programelveket és szintén belép a Szent Szövetségbe. Ebben a várakozásban az alapítók nem csalatkoztak, a hatalmasabb uralkodók közül csupán az angol király nem lett a Szent Szövetség tagja. A pápát nem szólították fel, mert eleve feltételezték róla, hogy mint a katolikus egyház feje, nem fog a szakadárnak tekintett egyházak fejeivel szövetségre lépni. A török szultánt vallása miatt nem kérték fel a csatlakozásra. A Szent Szövetség terve I. Sándor cár elgondolása volt, aki a pietisztikus Barbara Juliane von Krüdener asszony szalonjában barátkozott meg a Szent Szövetség eszméjével.

## A kongresszusok
Az antitradiciononális, antimonarchikus, antiimperiális, antikonzervatív aspirációk elnyomását Metternich hozta be a Szent Szövetségbe; ugyancsak ő hozta szokásba azt is, hogy a fejedelmek minden újabb forradalmi mozgalom felmerülése alkalmával kongresszust tartsanak, amelyen a mozgalom közös erővel való fegyveres leveréséről tanácskozzanak. Az olasz, a spanyol, a görög és a belga kérdés szolgáltatták az alkalmat ilyen kongresszusok egybehívására, de éppen ezek az események bontották fel a Szent Szövetséget.